# Педро Сото Кордеро
Педро Сото Кордеро (англ. Pedro Soto Cordero; нар. 23 липня 1986, Сан-Хуан, Пуерто-Рико) — пуерториканський борець вільного стилю, дворазовий срібний та дворазовий бронзовий призер Панамериканських чемпіонатів, срібний та бронзовий призер Панамериканських ігор, чемпіон, срібний та дворазовий бронзовий призер Центральноамериканських і Карибських ігор.

## Біографія
Боротьбою почав займатися з 1994 року. 
Виступає за спортивний клуб «Спарта» із Сан-Хуана.

## Спортивні результати на міжнародних змаганнях

### Виступи на Чемпіонатах світу
| Змагання                        | Збірна      | Вагова категорія | Місце |
| ------------------------------- | ----------- | ---------------- | ----- |
| Чемпіонат світу з боротьби 2007 | Пуерто-Рико | 66 кг            | 24    |
| Чемпіонат світу з боротьби 2009 | Пуерто-Рико | 74 кг            | 29    |
| Чемпіонат світу з боротьби 2013 | Пуерто-Рико | 66 кг            | 29    |
| Чемпіонат світу з боротьби 2014 | Пуерто-Рико | 70 кг            | 16    |

### Виступи на Панамериканських чемпіонатах
| Змагання                                   | Збірна      | Вагова категорія | Місце  |
| ------------------------------------------ | ----------- | ---------------- | ------ |
| Панамериканський чемпіонат з боротьби 2007 | Пуерто-Рико | 66 кг            | 5      |
| Панамериканський чемпіонат з боротьби 2008 | Пуерто-Рико | 66 кг            | 11     |
| Панамериканський чемпіонат з боротьби 2009 | Пуерто-Рико | 74 кг            | 9      |
| Панамериканський чемпіонат з боротьби 2010 | Пуерто-Рико | 66 кг            | Срібло |
| Панамериканський чемпіонат з боротьби 2012 | Пуерто-Рико | 66 кг            | Бронза |
| Панамериканський чемпіонат з боротьби 2014 | Пуерто-Рико | 70 кг            | Срібло |
| Панамериканський чемпіонат з боротьби 2015 | Пуерто-Рико | 74 кг            | 16     |
| Панамериканський чемпіонат з боротьби 2017 | Пуерто-Рико | 74 кг            | Бронза |

### Виступи на Панамериканських іграх
| Змагання                  | Збірна      | Вагова категорія | Місце  |
| ------------------------- | ----------- | ---------------- | ------ |
| Панамериканські ігри 2007 | Пуерто-Рико | 66 кг            | Бронза |
| Панамериканські ігри 2011 | Пуерто-Рико | 66 кг            | Срібло |

### Виступи на Центральноамериканських і Карибських іграх
| Змагання                                     | Збірна      | Вагова категорія | Місце  |
| -------------------------------------------- | ----------- | ---------------- | ------ |
| Центральноамериканські і Карибські ігри 2006 | Пуерто-Рико | 66 кг            | Бронза |
| Центральноамериканські і Карибські ігри 2010 | Пуерто-Рико | 66 кг            | Золото |
| Центральноамериканські і Карибські ігри 2014 | Пуерто-Рико | 74 кг            | Срібло |
| Центральноамериканські і Карибські ігри 2014 | Пуерто-Рико | 74 кг            | Бронза |

### Виступи на інших змаганнях
| Змагання                                                                       | Збірна      | Вагова категорія | Місце  |
| ------------------------------------------------------------------------------ | ----------- | ---------------- | ------ |
| Олімпійський кваліфікаційний турнір з вільної боротьби 2008 (Мартіні)          | Пуерто-Рико | 66 кг            | 11     |
| Олімпійський кваліфікаційний турнір з вільної боротьби 2008 (Варшава)          | Пуерто-Рико | 66 кг            | 24     |
| Cerro Pelado International 2012                                                | Пуерто-Рико | 66 кг            | Бронза |
| Олімпійський кваліфікаційний турнір з вільної боротьби 2012 (Кіссіммі-Орландо) | Пуерто-Рико | 66 кг            | Бронза |
| Олімпійський кваліфікаційний турнір з вільної боротьби 2012 (Тайюань)          | Пуерто-Рико | 66 кг            | 11     |
| Олімпійський кваліфікаційний турнір з вільної боротьби 2012 (Гельсінкі)        | Пуерто-Рико | 66 кг            | 10     |
| Меморіал Іона Корнеану 2012                                                    | Пуерто-Рико | 66 кг            | 5      |
| Турнір міста Сассарі 2012                                                      | Пуерто-Рико | 66 кг            | Золото |
| Золотий Гран-прі з боротьби 2013                                               | Пуерто-Рико | 66 кг            | 7      |
| Золотий Гран-прі з боротьби 2013                                               | Пуерто-Рико | 66 кг            | 14     |
| Турнір Яшара Догу 2014                                                         | Пуерто-Рико | 74 кг            | 26     |
| Турнір Дана Колова — Николи Петрова 2014                                       | Пуерто-Рико | 70 кг            | 5      |
| Кубок Гранми 2015                                                              | Пуерто-Рико | 74 кг            | 5      |
| Турнір Дана Колова — Николи Петрова 2016                                       | Пуерто-Рико | 74 кг            | 5      |
| Турнір Яшара Догу 2016                                                         | Пуерто-Рико | 74 кг            | 15     |
| Олімпійський кваліфікаційний турнір з вільної боротьби 2016 (Фріско)           | Пуерто-Рико | 74 кг            | Бронза |
| Олімпійський кваліфікаційний турнір з вільної боротьби 2016 (Улан-Батор)       | Пуерто-Рико | 74 кг            | 11     |
| Олімпійський кваліфікаційний турнір з вільної боротьби 2016 (Стамбул)          | Пуерто-Рико | 74 кг            | 24     |
| Cerro Pelado International 2017                                                | Пуерто-Рико | 74 кг            | Срібло |